# Ardnacrusha
Ardnacrusha (irisch Ard na Croise – „das Hohe Kreuz“) ist ein Dorf im südlichen County Clare.

## Lage
Ardnacrusha liegt etwa 10 Kilometer nördlich von Limerick am Shannon. Im Ort kreuzen sich die R463 und die R465.

## Geschichte
Der Name des Ortes stammt von dem Hochkreuz, das 1111 hier aufgestellt wurde, um die Grenze der Diözese Limerick abzumarken.
1929 wurde hier das Laufwasserkraftwerk The Shannon Scheme durch die Siemens-Bauunion errichtet.
Das Kraftwerk liefert heute 86 MW Leistung und deckt damit 2 % des irischen Strombedarfs (in den 1930er Jahren: 80 %).

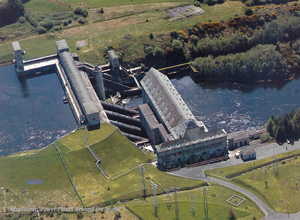
Laufkraftwerk The Shannon Scheme